# Chudý hrádek
Chudý hrádek je zřícenina hradu založeného ve 14. století, která leží šest kilometrů severozápadně od Dubé v okrese Česká Lípa, na skále nad údolím Dolského potoka. Hrad je chráněn jako kulturní památka.

## Historie

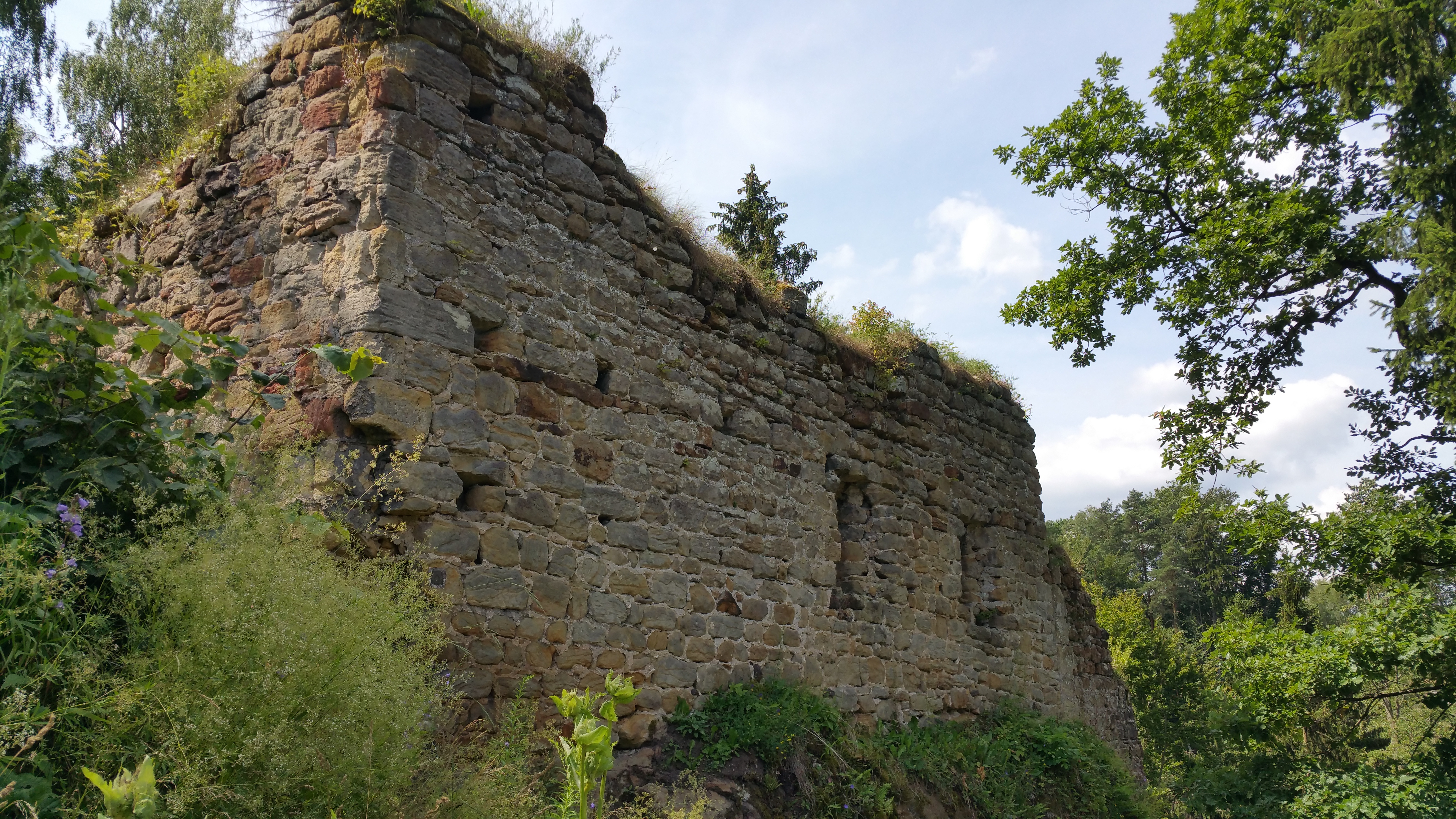
Severní stěna dochované budovy

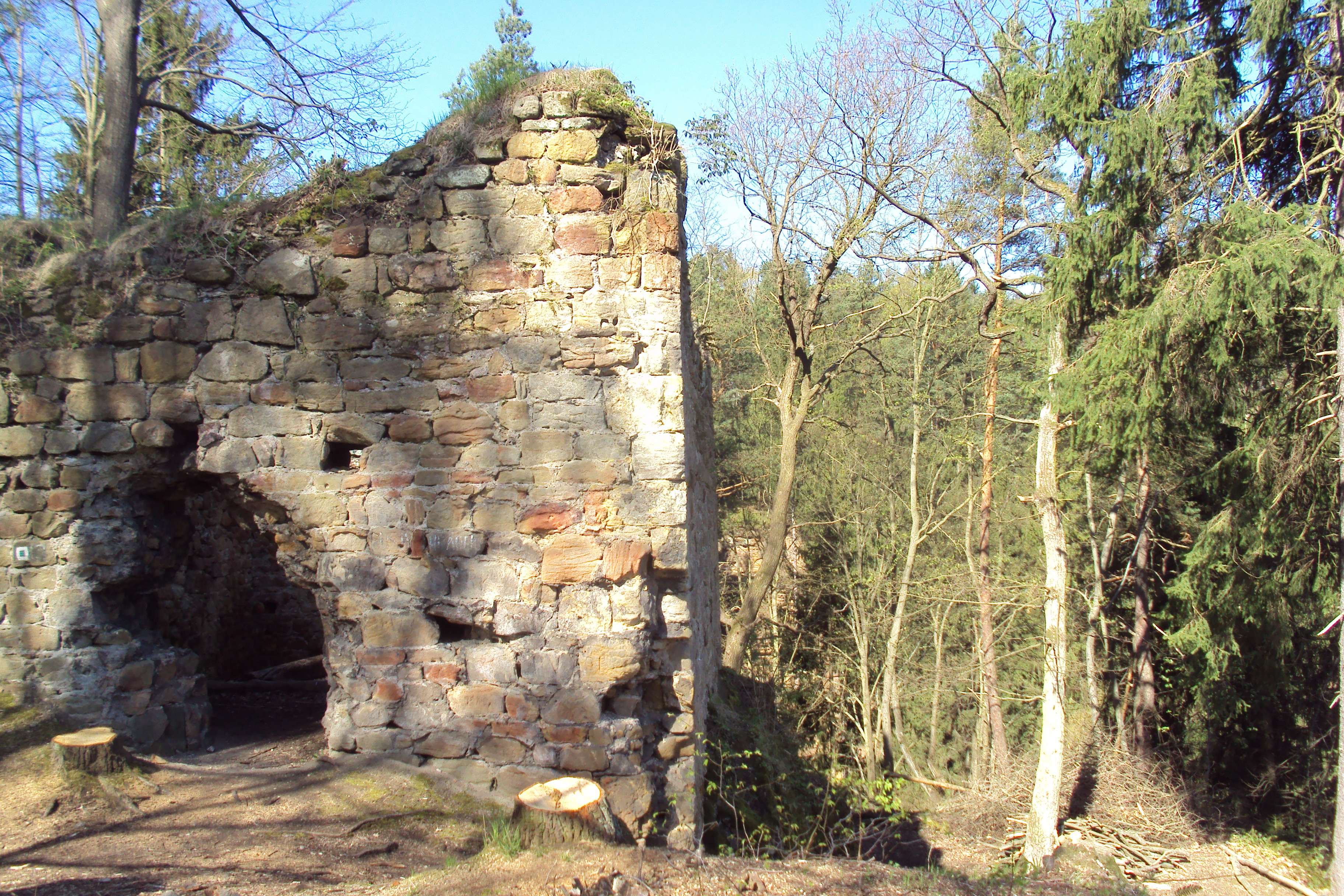
Současný vchod do hlavního paláce

Podle Josefa Ladislava Píče a Milana Zápotockého stávalo v předpolí hradu raně středověké hradiště. Jeho pozůstatkem měl být částečně dochovaný příkop a val na severním konci ostrožny. Vzhledem k absenci stop využití jimi chráněné plochy je pravděpodobnější, že opevnění vzniklo až v pozdější době existence hradu.
Hrad byl založen ve druhé polovině 14. století Berky z Dubé. Měl tehdy nahradit starší hrad Vřísek jako nové správní sídlo tamního panství. První písemná zmínka o něm pochází z roku 1391, kdy je uváděn v majetku Jindřicha Berky na Housce. Roku 1402 jej zdědil jeho syn Jindřich mladší z Dubé zvaný Vaněk. Majitele hradu v období po roce1455 neznáme. Teprve v letech 1519–1522 byl hrad uváděn ve vlastnictví Jiřího Kaplíře Osterského se Sulevic. Deset let poté jej koupil Václav z Vartenberka. Kolem roku 1560 byl hrad nejspíše opuštěn. Časem získal různá označení: Hrádek, Pustý hrádek, Poustka, Wüste Schloss, Paska i Buska.

## Stavební podoba
Přibližně 150 metrů před hradním jádrem se dochovaly stopy obloukovitě vedeného příkopu a valu. Val býval 200 metrů dlouhý, ale padesátimetrový úsek zanikl v důsledku orby. V šedesátých letech 20. století dosahovala výška valu 2,5 metru a šířka sedm metrů.
Hradní jádro na výrazném pískovcovém útvaru je chráněné dalším příkopem. Jeho dominantou je zřícenina paláce, ale dochovaly se také malé fragmenty obvodové hradby, která probíhala po obvodu pískovcového útvaru, a terénní pozůstatky budov, které přiléhaly k hradbě na východě a jihozápadě. Podle dochované mazanice byla alespoň část východní budovy dřevěná a podle terénu také částečně podsklepená. Součástí areálu je studna a dva samostatné skalní útvary, které byly pravděpodobně přístupné po můstcích. Samotný palác stojí na jižní straně hradu. V jeho zdivu jsou patrné tři stavební fáze, z nichž první byla zakončena požárem. Nejmladší částí je východní strana budovy s velkými okny.
Hrad ve své druhé stavební fázi, ke které došlo po velkém požáru, snad patřil mezi hrady s plášťovou zdí. Mladší rozšíření paláce dokládá omezení obranné funkce hradního jádra a jeho úpravu s cílem dosáhnout pohodlnějšího bydlení.

## Přístup
Údolí Dolského potoka, či také Dolské údolí se rozprostírá Dřevčicemi a Holany jižně od České Lípy. Vede jím zeleně značená turistická cesta z Holan do Dřevčic. Ke zřícenině je vyznačena odbočka. V údolí pod hradem stojí Dolský mlýn. Silnice mezi Holany a Dřevčicemi vede jeden kilometr západně od turistické trasy souběžně s údolím. Od silnice vede do údolí několik cest.